# Mesquite (hrabstwo Starr)
Mesquite – jednostka osadnicza w Stanach Zjednoczonych, w stanie Teksas, w hrabstwie Starr.